# Bistum Waterford und Lismore
Das Bistum Waterford und Lismore (irisch: Deoise Phort Láirge agus Leasa Móire, lateinisch: Dioecesis Vaterfordiensis et Lismoriensis) ist eine in Irland gelegene römisch-katholische Diözese mit Sitz in Waterford.

## Geschichte
Das Bistum Waterford wurde im Jahre 1096 durch Papst Urban II. als Dioecesis Waterfordensis errichtet. Am 16. Juni 1363 wurde das Bistum Waterford dauerhaft mit dem Bistum Lismore zusammengelegt und in Bistum Waterford und Lismore umbenannt. Das Bistum Waterford und Lismore ist dem Erzbistum Cashel und Emly als Suffraganbistum unterstellt.

## Weblinks

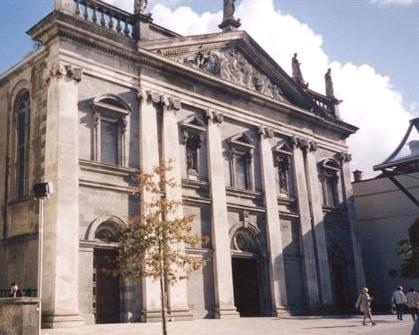
Cathedral of the Most Holy Trinity in Waterford